# Portugals præsidentvalg i 1958
Portugals præsidentvalg i 1958 blev afholdt den 8. juni 1958, valget fandt sted i Portugal under Estado Novo autoriteten der var kontrolleret af premierminister António de Oliveira Salazar. Valgets vunder var Americo Thomaz med 76,42% af stemmerne.

## Resultater
| Kandidat                                                         | Parti          | Stemmer   | Procent |
| ---------------------------------------------------------------- | -------------- | --------- | ------- |
| Americo Thomaz                                                   | National Union | 765.081   | 76,42%  |
| Humberto Delgado                                                 | Uafhængig      | 236.057   | 23,58%  |
| Totalt                                                           | Totalt         | 1.001.138 | 100,00  |
| Kilde: Fórum História Arkiveret 7. juli 2011 hos Wayback Machine |                |           |         |

| Valg | Spire Denne valgsartikel er en spire som bør udbygges. Du er velkommen til at hjælpe Wikipedia ved at udvide den. |